# Kap-Borstenhörnchen
Das Kap-Borstenhörnchen (Xerus inauris) ist eine Art der Afrikanischen Borstenhörnchen.

## Aussehen
Das Fell ist wie bei allen Borstenhörnchen steif und borstig. Es ist größtenteils zimtbraun gefärbt, der Bauch, die Halsseiten, die Innenseiten der Beine und Teile des Gesichts sind weiß. Auf beiden Körperseiten erstreckt sich je ein horizontaler weißer Streifen von der Schulter bis zu den Hinterbeinen. Der Schwanz trägt an der Basis zwei schwarze Querbinden.
Die Kopf-Rumpf-Länge beträgt 23,5 bis 28,2 cm, hinzu kommen 19,4 bis 21,1 cm Schwanz. Männchen sind meistens geringfügig größer als Weibchen und erreichen ein um 10 % größeres Gewicht (bis 650 g).

## Verbreitung

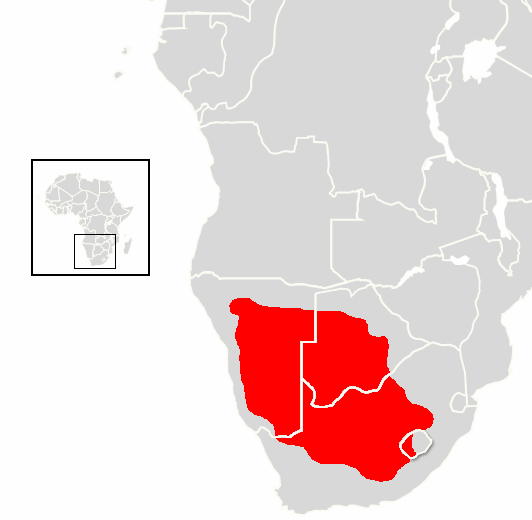
Verbreitungsgebiet laut IUCN

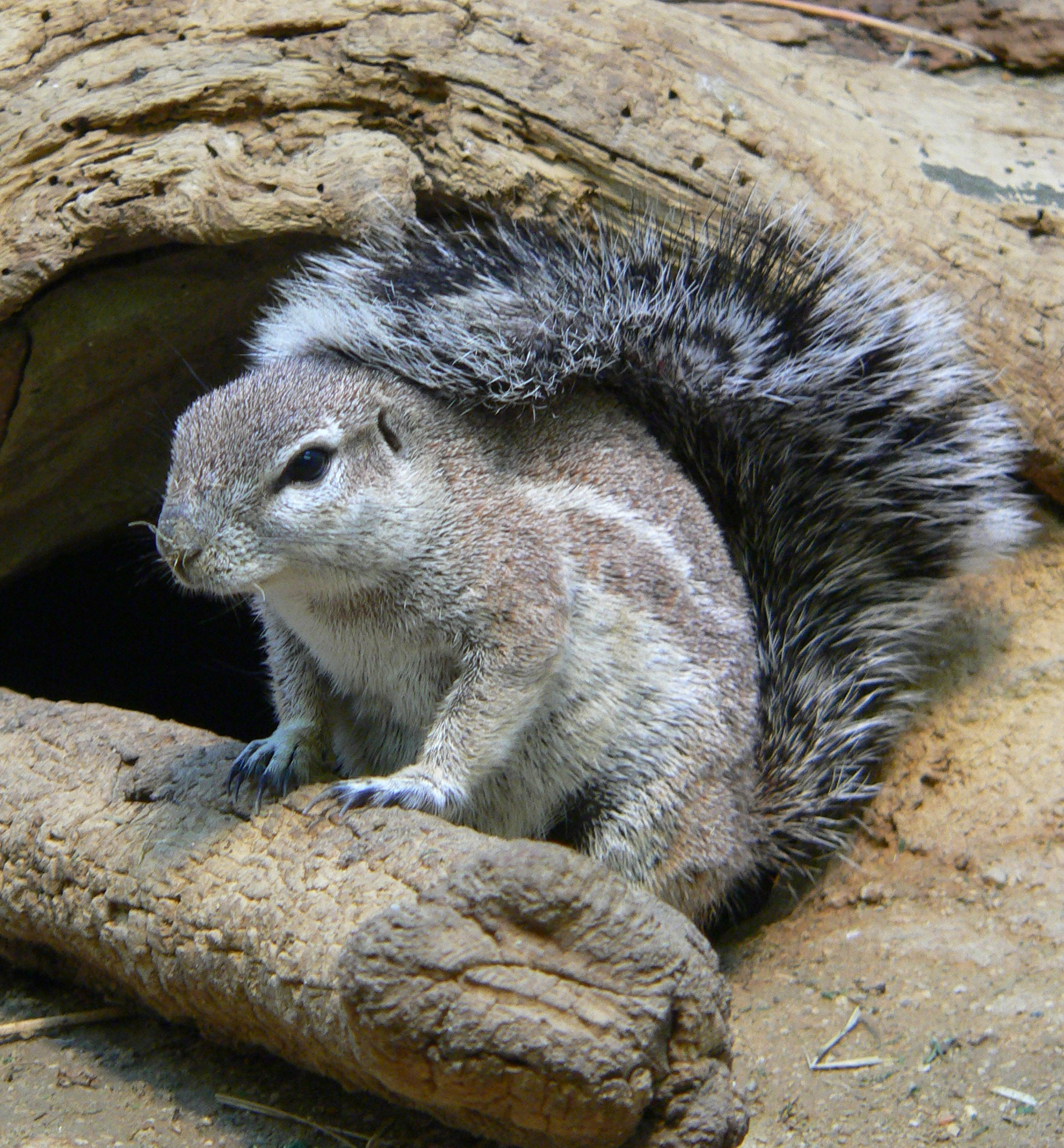
Kap-Borstenhörnchen

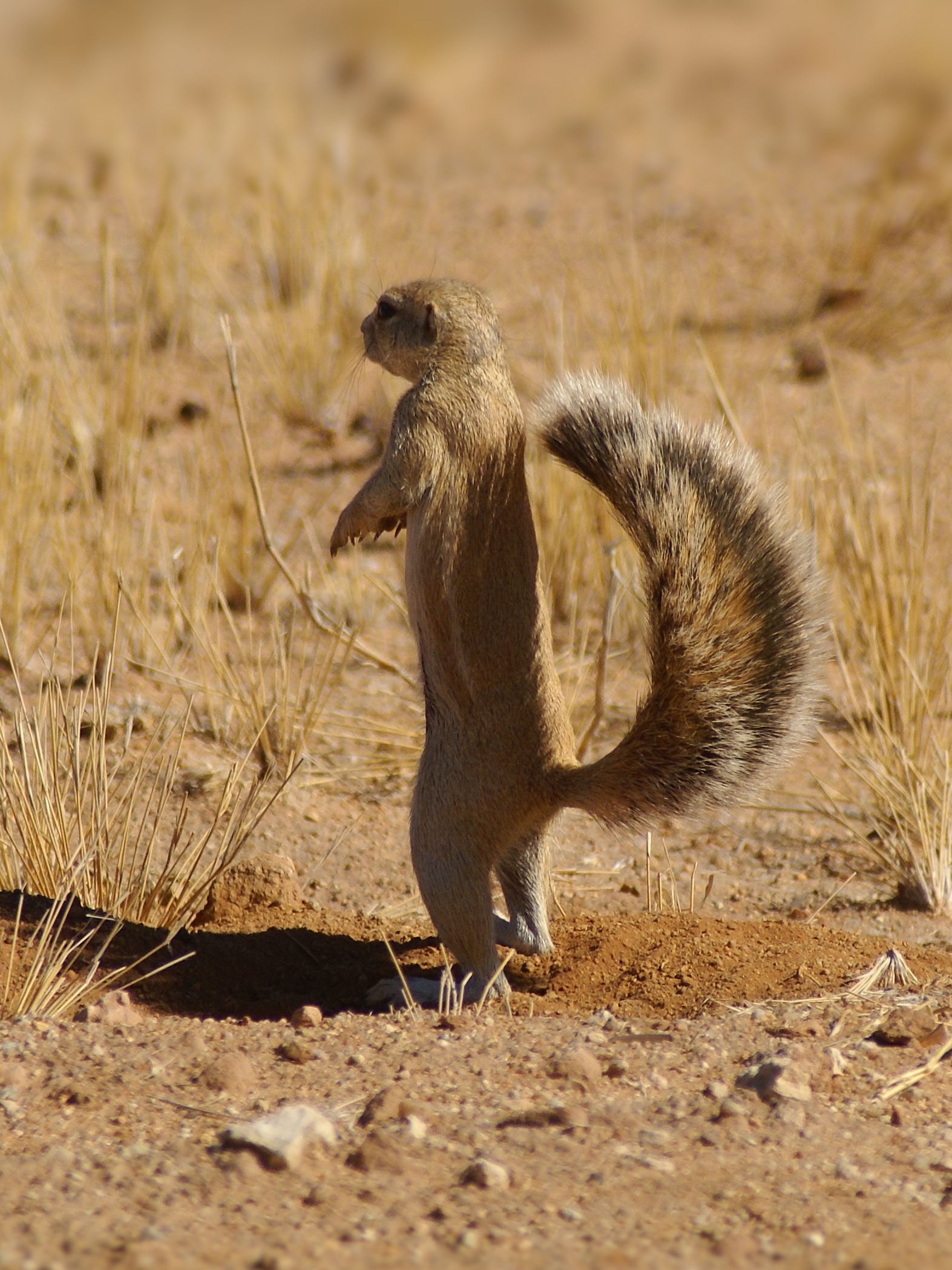
Rückseite eines Kap-Borstenhörnchens

Das Kap-Borstenhörnchen lebt in Wüsten und Halbwüsten auf den Territorien von Südafrika, Namibia, Botswana und Lesotho. Im Norden Namibias wird das Kap-Borstenhörnchen durch das Kaokoveld-Borstenhörnchen (Xerus princeps) abgelöst, die einzige Borstenhörnchen-Art, mit der das Kap-Borstenhörnchen sympatrisch lebt.
Der Lebensraum kann weitgehend vegetationslos, grasbewachsen oder strauchbestanden sein. Außentemperaturen von über 39 °C werden vertragen, ebenso Bodentemperaturen von bis zu 62 °C.

## Lebensweise
Kap-Borstenhörnchen sind tagaktiv. Sie leben in kleinen Kolonien in selbstgegrabenen Bauen, deren Tunnel ein Areal von 700 m² haben können und zwei bis hundert Eingänge haben. Kolonien bestehen entweder nur aus Weibchen und deren Nachwuchs, oder nur aus Männchen. Nur kurzzeitig suchen Männchen die Bausysteme der Weibchen auf, um die Begattung zu vollziehen. Ein Weibchenbau umfasst ein bis vier ausgewachsene Weibchen und deren Nachwuchs. Ein Männchenbau umfasst bis zu 19 Männchen, die nicht untereinander verwandt sind. Während Weibchenbaue in der Zusammensetzung fest sind, sind Männchenbaue lockere Verbände, zu denen ständig neue Individuen hinzustoßen, während andere abwandern.
Baue bieten Schutz vor extremen Außentemperaturen und vor Feinden. Mit einem Warnruf werden andere Mitglieder einer Gruppe vor einem Feind gewarnt. Sowohl Männchen als auch Weibchen teilen sich die Baue oft mit Erdmännchen und/oder Fuchsmangusten. Nahrung wird in den Bauen nicht gespeichert.
Die Tragzeit beträgt 42 bis 49 Tage. Ein Wurf besteht aus ein bis drei Jungen. Diese bleiben etwa 45 Tage im Bau und werden nur vom Weibchen versorgt. Die Jungen sind zunächst nackt und blind. Ab dem siebenten Lebenstag beginnt das Fell zu sprießen, und etwa am 35. Tag öffnen sich die Augen. Bald nach dem Verlassen des Baus werden die Jungen nicht mehr gesäugt und suchen sich die Nahrung selbst. Kap-Borstenhörnchen sind das ganze Jahr über fortpflanzungsbereit, ziehen aber selten mehr als einen Wurf pro Jahr auf.
Die Nahrung der Kap-Borstenhörnchen besteht aus Gräsern, Kräutern, Blättern, Wurzeln und Früchten, und manchmal ergänzend aus Insekten.

## Gefährdungssituation
Das Kap-Borstenhörnchen wird von der Weltnaturschutzunion IUCN in der Roten Liste gefährdeter Arten als weit verbreitete Art, für die keine Bedrohungen bekannt sind, beurteilt und mit nicht gefährdet (Least Concern) klassifiziert.